# Biskupice (powiat gnieźnieński)
Biskupice (daw. Biskupice Jeziorne, niem. Bischofssee) – wieś w Polsce, w województwie wielkopolskim, w powiecie gnieźnieńskim, w gminie Kłecko. Położona nad Jeziorem Biskupickim.
Wieś duchowna, własność kapituły katedralnej gnieźnieńskiej, pod koniec XVI wieku leżała w powiecie gnieźnieńskim województwa kaliskiego. Pierwsza wzmianka pochodzi z 1357 roku. W latach 70. XIX w. mieściła się tu karczma. Wieś liczyła wówczas 16 domów zamieszkałych przez 126 mieszkańców. W latach 1975–1998 miejscowość należała administracyjnie do województwa poznańskiego.